# 沖縄県看護協会
公益社団法人沖縄県看護協会（おきなわけんかんごきょうかい、英称：Okinawa Nursing Association）は、沖縄県知事所管の沖縄県の看護師を会員とする公益社団法人。

## 本部所在地
沖縄県看護研修センター：〒901-1103 沖縄県島尻郡南風原町字新川272番地17

## 訪問看護ステーション
- 離島が多いこともあり、ナースセンターが訪問看護支援を代行している。